# Racconto a due colori
Racconto a due colori è un album del cantautore italiano Franco Simone, pubblicato dall'etichetta discografica che porta il nome dell'artista e distribuito dalla WEA nel 1980.
I brani sono interamente composti dall'interprete, ad eccezione de Il mondo, cover del noto brano firmato da Gianni Meccia e Carlo Pes e Jimmy Fontana, originariamente inciso da quest'ultimo nel 1965.
Dal disco vengono tratti i singoli Tu per me/Chiedimi tutto e Il mondo/L'uva.

## Tracce

### Lato A
1. Tu per me
2. Racconto
3. L'uva
4. Un'amica
5. Le strade

### Lato B
1. Il mondo
2. Chiedimi tutto
3. La mia gente
4. Dov'è finita la primavera?
5. Distacco